# David Lamelas
 David Lamelas  (* 12. Dezember 1946 in Buenos Aires, Argentinien) ist ein argentinischer Bildhauer, Konzeptkünstler, Fotograf und experimenteller Filmemacher. Er gilt als einer der Pioniere der Konzeptkunst der 1960er und 1970er Jahre.

## Leben und Werk
David Lamelas absolvierte in Argentinien eine Ausbildung als Bildhauer. Im Jahr 1968 erreichte er internationale Bekanntheit, als er Argentinien auf der Biennale von Venedig mit dem Werk „Office of Information about the Vietnam War on Three Levels: The Visual Image, Text and Audio“ vertrat. In Venedig machte er die Bekanntschaft mit Marcel Broodthaers und mit dem Galeristen von Wide White Space in Antwerpen.
Wegen dieser Bekanntschaften zog Lamelas nach London. Er studierte dort, mit einem Stipendium für Skulptur ausgestattet, an der St. Martins School of Art. Er begann dort auch mit Fotografien und Textmaterial zu arbeiten, um für sich den Begriff der Skulptur auszuweiten. Gleichzeitig begann er Filme zu drehen. Das Hauptinteresse seines künstlerischen Schaffens wurde die Beschäftigung mit Zeit, Raum und Sprache. In den 1970er Jahren lebte und arbeitete David Lamelas abwechselnd in Europa und Amerika.
David Lamelas wurde zu einem der Pioniere der Konzeptkunst der 1960er und 1970er Jahre. Er produzierte ein umfassendes Werk von Filmen und Videos. Er arbeitete häufig ohne Schnitte und Montage, um eine fortlaufende, erzählerische und ungeschnittene Dokumentation im Film zu erzeugen.
Im Jahr 1969 begann er eine experimentelle Filmreihe in Düsseldorf zu drehen. Bei dieser Filmreihe „Time as Acitivity“ filmte er an drei verschiedenen Orten in der Stadt das Alltagsgeschehen mit einer fixierten Kamera. Die Filme überließen gänzlich dem Zuschauer, was dieser mit dem gefilmten assoziierte. Das Filmprojekt führte Lamelas über mehr als vier Jahrzehnte fort, mit weiteren Drehorten neben Düsseldorf in Berlin, Los Angeles, Warschau und New York City.
Im Jahr 1972 war er mit dem 16-mm-Film „Cumulative Script“ Teilnehmer der Documenta 5 in Kassel in der Abteilung Individuelle Mythologien: Film.
David Lamelas Kunst beschäftigt sich mit dem Umgang mit Zeit und Raum. In seinen Projekten, die aus Filmen, Fotografien, Installationen und „Interventionen“ bestehen beschäftigt er sich mit der Frage nach den Grenzen der Zeitlichkeit von Kunst und ihren Möglichkeiten zur Erzeugung alternativer Kommunikations- und Erkenntnisprozesse. Er nimmt seit Ende der 1960er Jahre an bedeutenden Ausstellungen und Projekten als Einzelkünstler oder an Gruppenausstellungen weltweit teil. 2017 nahm er an der documenta 14 teil.
Lamelas lebt in Los Angeles (USA), Buenos Aires und Paris.